# Суміда (1939)
Sumida (яп. 隅田)  був річковим канонерським човном Імперського флоту Японії, який діяв на річці Янцзи в Китаї у 1940-х під час Другої китайсько-японської війни та Другої світової війни. 

## Контекст
«Суміда» був другим з двох канонерських човнів типу «Фушимі», побудова яких передбачалася Третьою програмою поповнення військово-морського озброєння 1937 року.

## Конструкція
«Суміда» мав корпус загальною довжиною 50,3 метра і шириною 9,8 метра з нормальним водотоннажністю 338 тонн і осадкою 1,2 метра. Корабель приводили в рух дві парових турбіни Kampon з двома котлами, що передавали на два вали 22 000 кінських сил. Канонерський човен мав максимальну швидкість 17 вузлів. 
Корабель був озброєний однією 80-міліметровою і однією 25-міліметровою автоматичною гарматою.

## Історія служби
«Суміда» був закладений 13 квітня 1939 року і був спущений на воду 30 жовтня 1939 року на верфях Фуджігата в Осаці. Після здачі в експлуатацію 31 травня 1940 року корабель був закріплений за військово-морським округом Йокосука і приєднана до 1-го китайського експедиційного флоту. Він прибув до Шанхаю 17 червня. З липня по листопад канонерський човен був направлений на патрулювання нижньої річки Янцзи, а з листопада по квітень 1942 року на патрулі середньої течії Янцзи аж до Ханькоу. Після квітня 1942 року корабель здійснював патрулювання верхнього течії Янцзи. 
22 червня «Суміда» був включений до підрозділу на озері Тунг Тінг (Tung Ting Lake) разом з канонерками «Катата» та «Сета», для участі в «Операції SE». Корабель того ж дня був пошкоджений авіанальотом, в якому загинули її капітан та 11 членів екіпажу. Після ремонту в Шанхаї з 19 серпня 1942 року канонерський човен знову повернувся до патрулювання нижньої Янцзи, а середньої Янцзи - з 1 вересня 1943 року. 22 червня 1944 року наліт двадцяти «ліберейторів» 14-ї повітряної армії (США), спрямований проти доків в Ханькоу, пошкодив «Суміду». У цьому нальоті загинуло вісім членів екіпажу корабля. Канонерський човен знову був пошкоджений під час іншого авіанальоту 25 листопада. 
Після капітуляції Японії «Суміда» перейшов до Китайської Республіки як військовий трофей і його передали ВМС Республіки Китай як Чян Чсі ( 江犀). Він був виключений зі списків японського флоту 3 травня 1947 року.  Захоплений під час Громадянської війни силами комуністів, корабель передали в Військово-морським силам Народно-визвольної армії 30 листопада 1949 року як канонерський човен "Фу Цзян" (涪江). Корабель утилізували в 60-х роках. 